# Гриневичева, Катя
Катя Гриневичева (укр. Катря Гриневичева; также Екатерина Гриневич, девичья фамилия Банах, 1875—1947) — украинская писательница.

## Биография
Родилась 19 ноября 1875 года в местечке Винники близ Львова, Австро-Венгрия, в семье Василия Банаха — государственного служащего и его жены Марии. Была старшим ребёнком в семье, где ещё росли шестеро братьев: Валерий стал адвокатом в Надворной, Иван — сотрудником греко-католической кафедры в Перемышле, Владимир — врачом, Денис — учителем и организатором хора в селе Гаи, Евгений — хорунжим Галицкой армии (погиб в 1920 году в Треугольнике смерти) и самый молодой Богдан (погиб во Львове во время Ноябрьского восстания 1918 года).
Когда девочке исполнилось три года, семья Банах переехала в Краков. Здесь прошли детские и школьные годы Кати, здесь она окончила польскую учительскую семинарию, начала свою литературную деятельность. В семинарии было факультативное изучение украинского языка для будущих учительниц, которые должны работать в Восточной Галиции, и Катя Гриневичева изучала родной язык. К этому времени относится её встреча с Василием Стефаником, который повлиял на молодую писательницу в сторону украинской литературы.
Через знакомого своего отца, Григория Врецьона, Катя познакомилась с Осипом Гриневичем, после бракосочетания с которым переехала во Львов, где прожила бо́льшую часть своей жизни. Её муж работал учителем в украинской школе упражнений при Львовской учительской семинарии. В 1896 году у них родился сын Владимир, в 1898 году — Ярослав, в 1903 году — дочь Дария.
Во Львове Екатерина Гриневич, кроме литературы, занималась редакционно-издательским делом, стала одной из деятельниц женского движения в Галичине. В 1909 году общество «Просвита» поручило ей редактировать журнал для детей «Звонок», который стал популярным не только в Галичине, но и на Приднепровье. В журнале появились исторические рассказы самой Екатерины Гриневич, адресованные молодёжи.
С началом Первой мировой войны оба её сына стали членами легиона украинских сечевых стрельцов, а сама писательница вместе с другими беглецами-галичанами оказалась в лагере для перемещённых лиц в Гмюнде (Нижняя Австрия). Затем был лагерь в Грединге (Бавария), где она работала учительницей. В 1917 году Екатерина Гриневич вернулась во Львов, работала в редакции «Украинского слова». В 1920 году с войны вернулись оба её сына, в 1922—1924 годах она возглавляла «Союз украинок». В 1926 году на 62 году жизни умер муж писательницы. Она больше не вышла замуж, хотя к ней сватались известные галичане. Посвятила себя воспитанию внучки Ареты Витанович (дочка Дария была замужем за Ильёй Витановичем).
Когда началась Вторая мировая война, Екатерина Гриневич находилась в Надворной у своего сына Ярослава, откуда выехала во Львов. В январе 1940 года она с обоими сыновьями Ярославом и их семьями уехали в Краков, который принадлежал немецкому генерал-губернаторству. В 1944 году, спасаясь перед наступлением советских войск, через Братиславу и Вену перебралась в Баварию, поселившись в городе Берхтесгаден. В августе 1947 года Гриневич сломала ногу, лежала в госпитале, где ей сделали операцию. В этом же госпитале писательница умерла 25 декабря 1947 года. Была похоронена на городском кладбище Берхтесгадена.
Катя Гриневичева формировалась в кругу прогрессивных и демократически настроенных литераторов Западной Украины, поддерживала дружеские отношения с Василием Стефаником, Марко Черемшиной, Ольгой Кобылянской, Осипом Маковеем. Но больше писательница ориентировалась на Ивана Франко, который первым заметил её талант и начал печатать произведения Гриневичевой в редактируемых им изданиях.